# Santa Rosa (tổng của Catamarca)
Santa Rosa là một tổng thuộc tỉnh Catamarca ở Argentina.
Tổng này có dân số khoảng 10.500 người và diện tích 1.424 km², thủ phủ là Bañado de Ovanta.